# Isøkse
Isøkser minder om en hammer med et bøjet metalhoved med små modhagere. De anvendes til bjergbestigning og isklatring til dels for at få fæste i is og sne, men også for at give mulighed for at bremse en fald på en skråning ved at lægge sig ind over den med spidsen ind i bjergsiden.